# 朱厚㷷
玉山恭安王朱厚㷷（1506年—1552年6月10日），明朝益端王朱祐槟庶四子。
正德十三年（1518年）六月，明武宗遣清平伯吳傑、禮部左侍郎王瓚、武安侯鄭綱、吏部左侍郎王鴻儒、長寧伯周塘、寧陽侯陳繼祖、隆平伯張瑋、宣城伯衛錞、武平伯陳熹、懷寧侯孫瑛、泰寧侯陳儒、建平伯高霳、東寧伯焦洵、大理寺左寺丞李鐸為正使，鴻臚寺左寺丞張文澍、盧永春、翰林院編修嚴嵩、檢討吳惠、兵部郎中陳簧、員外郎東魯、吏科給事中劉濟、禮科都給事中朱鳴陽、尚寶司丞劉鈗、中書舍人李兆延、吳瑤、行人司行人余廷瓚、詹軾為副使，封朱厚㷷為玉山王。
嘉靖三十一年（1552年）五月，薨，按例赐祭葬，谥恭安。《弇山堂别集》卷072作恭靖。无子，国除。

## 评价
- 《弇山堂别集》卷072：敬順事上，宽樂令終。

## 家庭
- 原配黄氏
- 继配王氏[5]